# Vincenzo Bellini
Vincenzo Salvatore Carmelo Francesco Bellini (Catania, 3 novembre 1801 – Puteaux, 23 settembre 1835) è stato un compositore italiano, tra i più celebri operisti dell'Ottocento.
La maggior parte delle informazioni a noi pervenute sulla vita di Bellini e sulla sua attività di musicista è tratta dalle lettere inviate all'amico Francesco Florimo, suo compagno di studi a Napoli.
Considerato, al pari di Gioachino Rossini e Gaetano Donizetti, il compositore per antonomasia del bel canto italiano dell'inizio del XIX secolo, nella sua breve vita Bellini fu autore di dieci opere liriche, delle quali le più famose e rappresentate sono La sonnambula, Norma e I puritani.

## Biografia

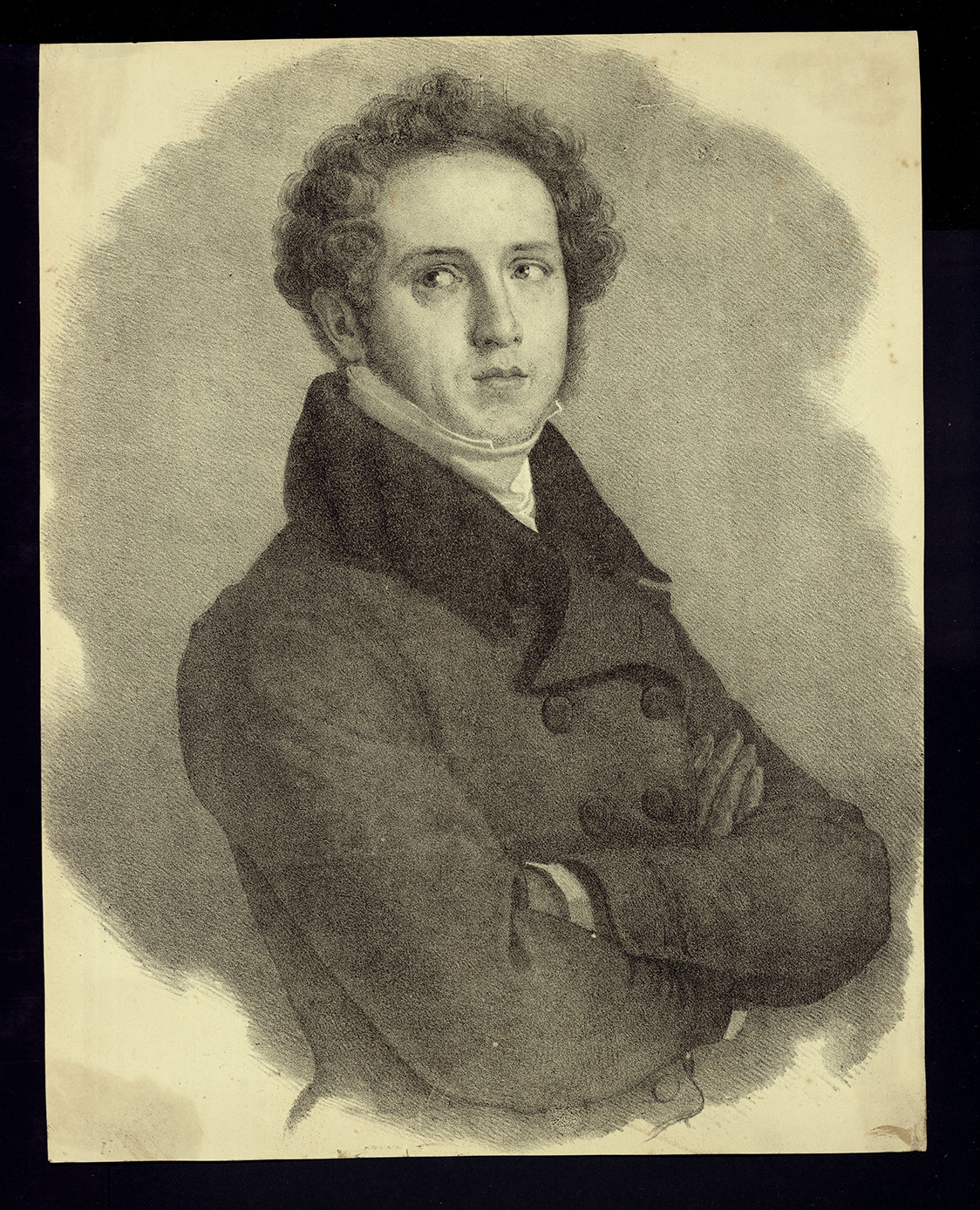
Ritratto di Vincenzo Bellini, di Robergo Focosi, prima del 1862

### I primi anni a Catania

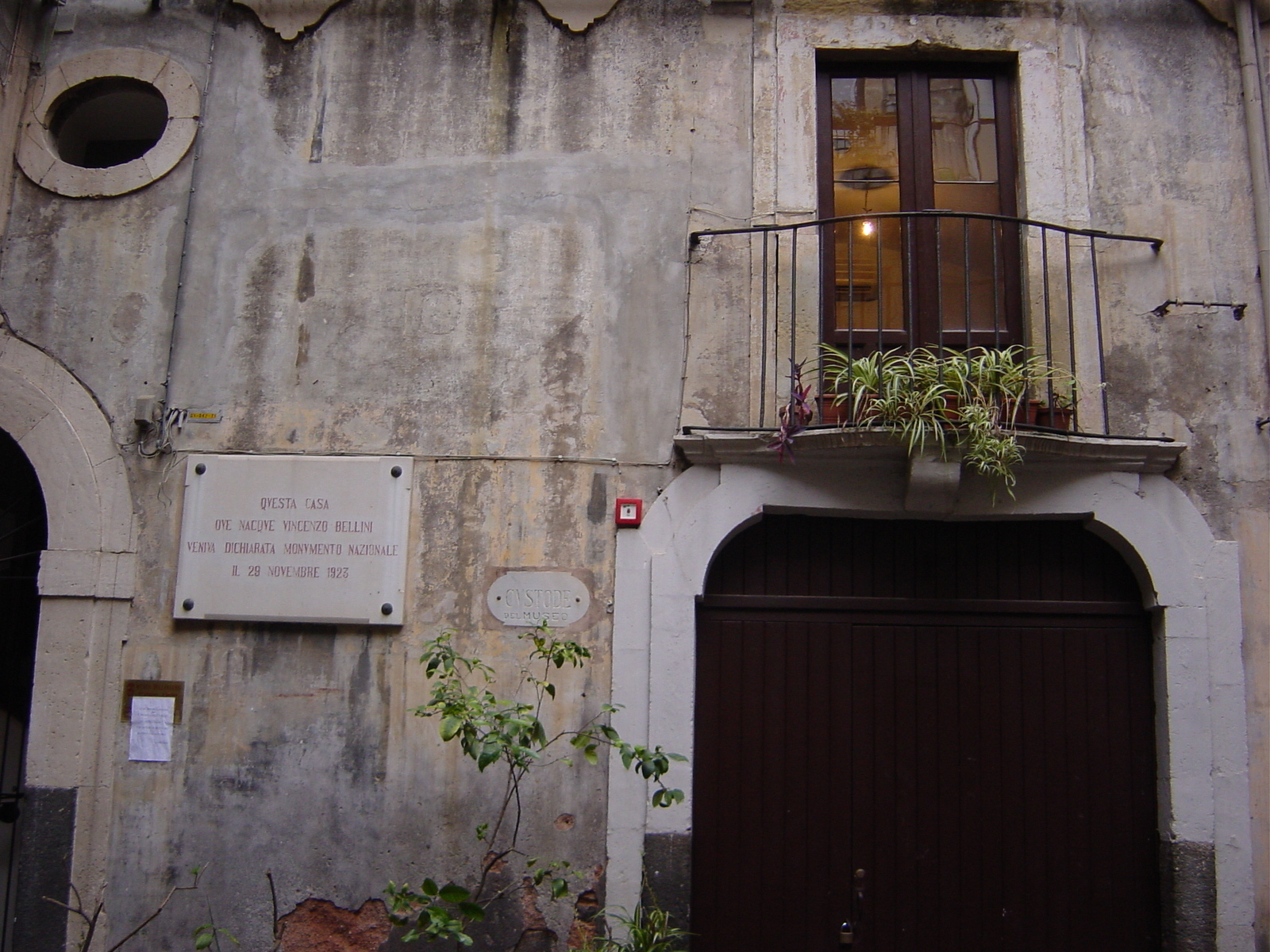
La casa natale di Bellini a Catania

Bellini nacque a Catania (nel Regno di Sicilia), presso un appartamento in affitto di Palazzo Gravina Cruyllas, in piazza San Francesco d'Assisi, il 3 novembre del 1801, figlio di Rosario Bellini e di Agata Ferlito. Era figlio e nipote d'arte: suo padre era un compositore minore, mentre il nonno paterno, Vincenzo Tobia Nicola Bellini, era un rinomato compositore di musiche sacre, originario di Torricella Peligna (nell'Abruzzo Citeriore, una regione del Regno di Napoli), già attivo a Petralia Sottana e trapiantato, in seguito alla sua scritturazione da parte di Ignazio Paternò Castello, a Catania, dove visse presso via Santa Barbara.
Bellini dimostrò precocemente il suo interesse nei confronti della musica e intorno all'età di 14 anni si trasferì a studiare dal nonno, il quale ne intuì l'alta predisposizione verso la composizione. Intorno al 1817 la sua produzione si fece particolarmente intensa, per convincere il senato civico a concedere una borsa di studio per il perfezionamento, da effettuarsi al Real Collegio di Musica di San Sebastiano, dopo una supplica datata al 1818.
Nel 1819 ottenne la borsa di 36 onze annue grazie all'interesse dell'intendente del Vallo, il duca di Sammartino. Partì da Messina, ospite dello zio padrino Francesco Ferlito, il 14 giugno e giunse al porto di Napoli dopo cinque giorni di tempesta, scampando fortunosamente a un naufragio.

### Gli studi musicali a Napoli

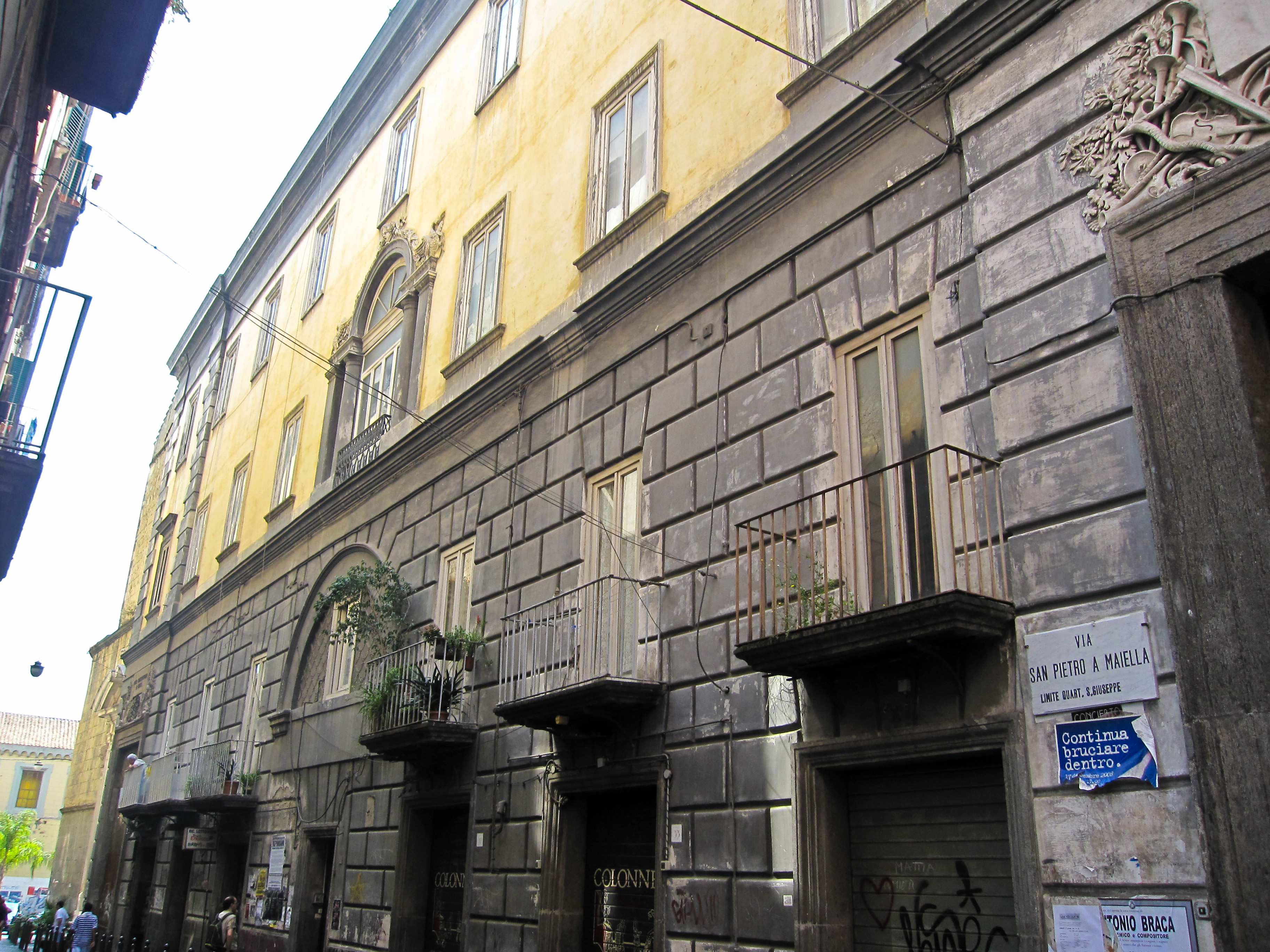
Il "Real Collegio di musica" di San Sebastiano, a Napoli, dove Bellini studiò nella seconda parte della sua carriera accademica, era ubicato in via San Sebastiano, nei locali che oggi ospitano il Liceo classico Vittorio Emanuele II. Dal 1890, in epoca post-unitaria, l'istituzione prese il nome di "Regio conservatorio di musica", situato in via San Pietro a Majella. Attualmente ha assunto la denominazione di Conservatorio di musica San Pietro a Majella, che appare nella foto.

A Napoli fu allievo di Giacomo Tritto, ma, conosciuto Nicola Antonio Zingarelli, preferì seguire quest'altro, il quale lo indirizzò verso lo studio dei classici (Palestrina, Paisiello e Pergolesi su tutti) e il gusto per la melodia piana ed espressiva, senza artifici e abbellimenti, secondo i dettami della scuola musicale napoletana. Tra i banchi del conservatorio ebbe come condiscepoli Saverio Mercadante e il musicista patriota Piero Maroncelli, ma soprattutto vi conobbe il calabrese Francesco Florimo, la cui fedele amicizia lo accompagnerà per tutta la vita e anche dopo la morte: quando Florimo diventerà bibliotecario del conservatorio di Napoli, grazie alle molte lettere scambiate, sarà tra i primi biografi dell'amico prematuramente scomparso.
In questo periodo Bellini compose musica sacra, alcune sinfonie d'opera e alcune arie per voce e orchestra, tra cui la celebre Dolente immagine, il cui testo è attribuito a Giulio Genoino, dedicata alla sua fiamma di allora, Maddalena Fumaroli, opera oggi nota solo nelle successive rielaborazioni per voce e pianoforte.
Nel 1825 presentò al teatrino del conservatorio la sua prima opera, Adelson e Salvini, come lavoro finale del corso di composizione. L'anno dopo colse il primo grande successo con Bianca e Fernando, andata in scena al teatro San Carlo di Napoli col titolo ritoccato in Bianca e Gernando per non mancare di rispetto al principe Ferdinando di Borbone.
L'anno seguente il celebre impresario Domenico Barbaja commissionò a Bellini un'opera da rappresentare al Teatro alla Scala di Milano. Partendo da Napoli, il giovane compositore lasciò alle spalle l'infelice passione per Maddalena Fumaroli, la ragazza che non aveva potuto sposare per l'opposizione del padre di lei, contrario al matrimonio con un "suonatore di cembalo".

### Esperienze nel nord Italia

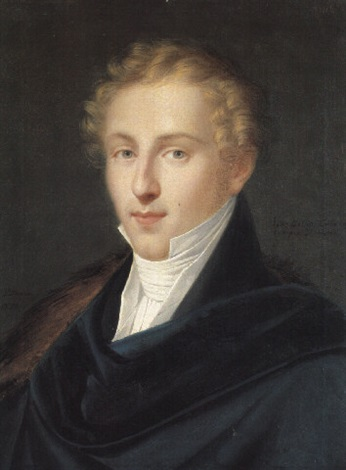
Ritratto di Vincenzo Bellini, eseguito da Giuseppe Patania nel 1830

Sia Il pirata (1827), sia La straniera (1829) ottennero alla Scala un clamoroso successo: la stampa milanese riconosceva in Bellini l'unico operista italiano in grado di contrapporre a Gioachino Rossini uno stile personale da cui prende la bellezza proprio quest'ultimo, basato su una maggiore aderenza della musica al dramma e sul primato del canto espressivo rispetto al canto fiorito.
Meno fortuna ebbe nel 1829 Zaira, rappresentata a Parma per inaugurare il nuovo Teatro Ducale (oggi Teatro Regio di Parma) e la cui rappresentazione riscosse scarso successo. Lo stile di Bellini mal si adattava ai gusti del pubblico di provincia, più tradizionalista. Delle cinque opere successive, le più riuscite sono non a caso quelle scritte per il pubblico di Milano (La sonnambula, e Norma, entrambe andate in scena nel 1831) e Parigi (I puritani, 1835). In questo periodo compose anche due opere per il Teatro La Fenice di Venezia: I Capuleti e i Montecchi (1830), per i quali adattò parte della musica scritta per Zaira, e la sfortunata Beatrice di Tenda (1833).

### Parigi, gli ultimi anni e la morte
La svolta decisiva nella carriera e nell'arte del musicista catanese coincise con la sua partenza dall'Italia alla volta di Parigi. Qui Bellini entrò in contatto con alcuni dei più grandi compositori d'Europa, tra cui Fryderyk Chopin, e il suo linguaggio musicale si arricchì di colori e soluzioni nuove, pur conservando intatta l'ispirazione melodica di sempre. Gioachino Rossini, che viveva a Parigi, lo considerava il suo pupillo. Oltre a I puritani, scritti in italiano per il Théâtre-Italien diretto da Rossini, a Parigi Bellini compose numerose romanze da camera di grande interesse, alcune delle quali in francese, dimostrandosi pronto a comporre un'opera in francese per il Teatro dell'Opéra di Parigi.
La sua carriera e la sua vita furono però stroncate a soli 33 anni da una forma di rettocolite ulcerosa complicata da un ascesso epatico, malattia probabilmente esacerbata dalla particolare emotività del compositore.

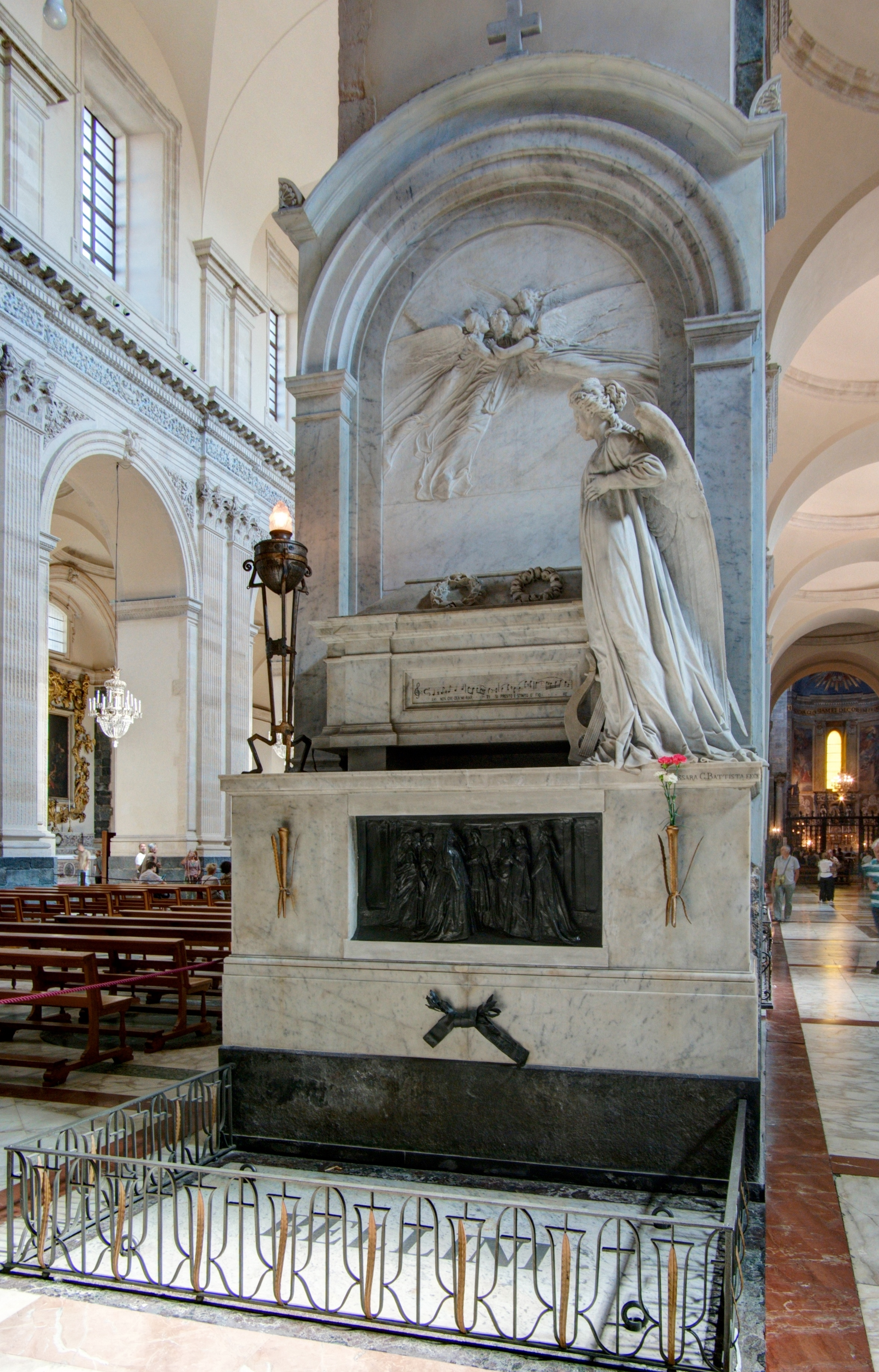
La tomba di Bellini nel duomo di Catania

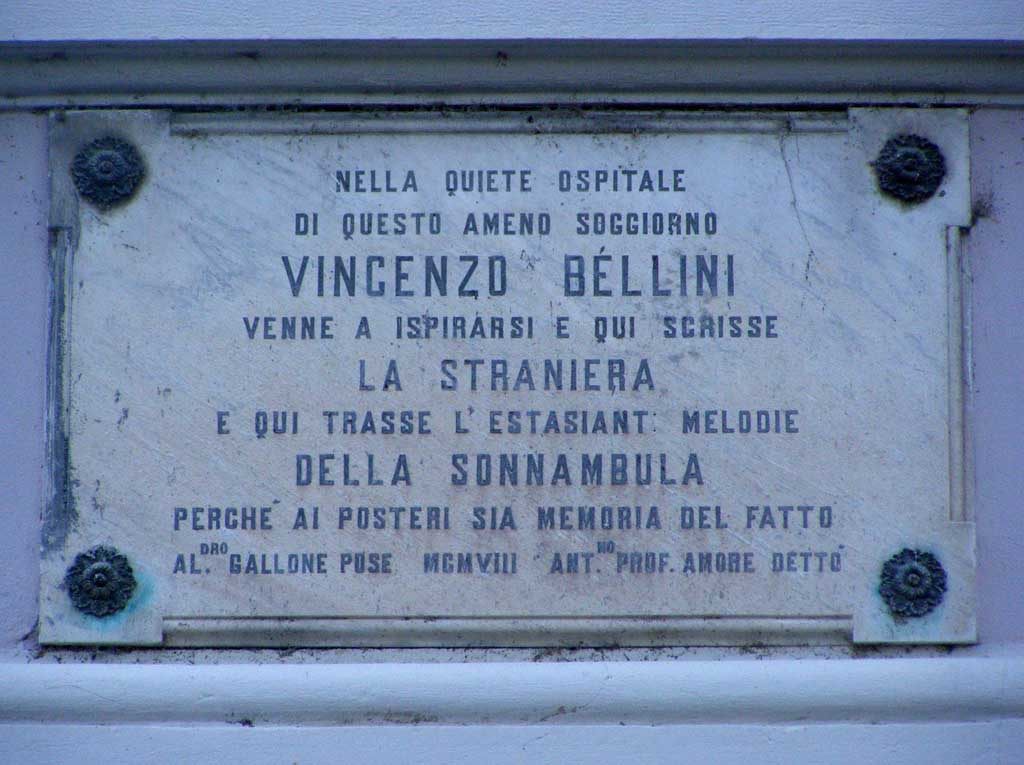
La lapide che ricorda il soggiorno di Bellini a Moltrasio, sul Lago di Como

Bellini fu sepolto nel cimitero di Père-Lachaise, con un monumento funebre realizzato da Carlo Marochetti, dove rimase per oltre 40 anni, vicino a Chopin e a Cherubini. Rossini fu tra coloro che portarono il feretro. Il 23 ottobre 1876 la salma, traslata dal Père Lachaise, fu inumata nel duomo di Catania con una cerimonia descritta dall'amico compositore Francesco Florimo.
Nelle varie tappe che segnarono il ritorno in patria, il feretro del compositore fu accolto ovunque con calore e commozione. Giunto infine nella sua città natale, vennero celebrate le solenni esequie, a cui parteciparono migliaia di catanesi, alcuni parenti del compositore (tra cui due fratelli ancora in vita), e una folta rappresentanza di autorità civili, militari e religiose. In onore del ritorno in patria delle sue spoglie, la sua città natale riprodusse l'Arco di Trionfo di Parigi in ricordo del soggiorno francese del musicista.
La tomba fu realizzata dallo scultore Giovanni Battista Tassara, mentre il monumento cittadino fu opera di Giulio Monteverde.
Heinrich Heine lo descrive così: «Egli aveva una figura alta e slanciata e moveva graziosamente e in modo, starei per dire, civettuolo. Viso regolare, piuttosto lungo, d'un rosa pallido; capelli biondi, quasi dorati, pettinati a riccioli radi; fronte alta, molto alta e nobile; naso diritto; occhi azzurri, pallidi; bocca ben proporzionata; mento rotondo. I suoi lineamenti avevano un che di vago, di privo di carattere, di latteo, e in codesto viso di latte affiorava a tratti, agrodolce, un'espressione di dolore». Secondo Heine, Bellini parlava francese molto male, anzi: «orribilmente, da cane dannato, rischiando di provocare la fine del mondo».

## Stile
La musica di Bellini è un singolare connubio tra classicismo e romanticismo. Classicista era la formazione ricevuta a Napoli, basata sui modelli di Palestrina, della scuola operistica napoletana (Pergolesi e Paisiello), di Haydn e di Mozart, e anche una personale tendenza a valori poetici come armonia e compostezza. Romantico era invece il pathos delle sue opere, l'importanza che le passioni e i sentimenti assumono nelle vicende rappresentate. Il punto di raccordo fra le due tendenze è la melodia, che senza venir meno a una classica sobrietà crea atmosfere sognanti, sensuali e malinconiche, vicine al romanticismo del tempo. Tale talento nel cesellare melodie della più limpida bellezza conserva ancora oggi un'aura di magia, mentre la sua personalità artistica si lascia difficilmente inquadrare entro le categorie storiografiche.
Legato a una concezione musicale antica, fondata sul primato del canto, sia esso vocale o strumentale, il siciliano Bellini portò prima a Milano e poi a Parigi un'eco di quella cultura mediterranea che l'Europa romantica aveva idealizzato nel mito della classicità. Il giovane Wagner ne fu tanto abbagliato da ambientare proprio in Sicilia la sua seconda opera, Il divieto d'amare, additando la chiarezza del canto belliniano a modello per gli operisti tedeschi e tentando di seguirlo a sua volta.

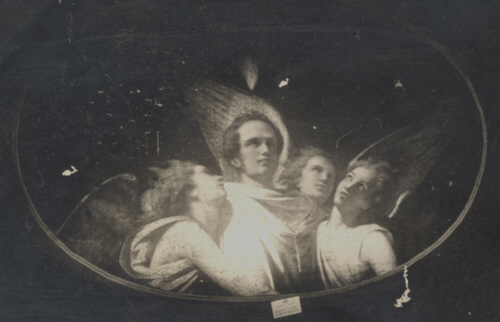
Apoteosi di Bellini, dipinto di Michele Rapisardi (1876) – collezione di Francesco Paolo Frontini.

All'interno di una sorta di Bellini renaissance, la musica del compositore catanese ha attirato nel XX secolo l'attenzione di diversi compositori d'avanguardia come Bruno Maderna e, soprattutto, Luigi Nono, che l'hanno riletta al di fuori delle categorie operistiche, concentrando l'attenzione su una particolare concezione del suono, della voce e dei silenzi le cui radici - secondo musicologia contemporanea - affonderebbero nella musica della Grecia antica e dell'area del Mar Mediterraneo piuttosto che nella moderna tradizione musicale europea.

## Fortuna
Già nel 1827, Bellini ottenne riscontri positivi con Il Pirata. Successivamente, sia I Capuleti e i Montecchi, rappresentata a La Fenice nel 1830, che La sonnambula, a Milano nel 1831, raggiunsero nuove vette trionfali. Norma, data a La Scala nel 1831, non andò altrettanto bene fino alle successive rappresentazioni. La carriera di Bellini si concluse con il trionfo de I puritani a Parigi.
In una lettera di Giuseppe Verdi, datata 1869 e indirizzata a Florimo, il grande compositore esprime la sua ammirazione nei confronti del musicista catanese:
"Sono poi completamente d'accordo con voi, caro Florimo, nelle lodi che tributate a Bellini. S'egli non aveva alcune delle brillanti qualità di qualche suo contemporaneo, aveva ben maggiore originalità, e quella tal corda che lo rende tanto caro a tutti, e che nel tempio dell'arte lo colloca in una nicchia ove sta solo... Lode a lui e lode grandissima"
A proposito di Bellini, il critico londinese Tim Ashley ha detto:
Numerosi sono gli omaggi al Maestro:
- Vincenzo Bellini era raffigurato sulle banconote da 5000 Lire italiane. Sul retro il personaggio di Norma.
- Nel 1967 gli è stata dedicata una specie fungina: il Suillus bellinii (Inzenga) Watling.
- La Pasta alla Norma prende forse il nome dalla sua celebre opera.
- A Catania il Conservatorio Vincenzo Bellini prende il suo nome.
- A Catania il Teatro Massimo Vincenzo Bellini fu inaugurato nel 1890 in suo onore.
- A Palermo gli venne dedicato il Conservatorio di musica di Stato - poi dedicato al compositore palermitano Alessandro Scarlatti con il nome di Conservatorio Alessandro Scarlatti.
- A Napoli gli è stato dedicato un teatro, una piazza con scultura ed una sala del conservatorio presso il quale studiò.
- L'aeroporto di Catania è intitolato a Vincenzo Bellini.
- La principale villa comunale di Catania, il Giardino Bellini, è stato intitolato in sua memoria.
- La vita di Vincenzo Bellini è stata oggetto di due film biografici intitolati "Casta diva", entrambi diretti da Carmine Gallone rispettivamente nel 1935 e nel 1954.
- Gli è stato dedicato l'asteroide 18509 Bellini.

## Composizioni
Tutte le composizioni di Bellini saranno pubblicate nella Edizione critica delle opere di Vincenzo Bellini, Milano, Ricordi, 2003 sgg.

### Opere liriche

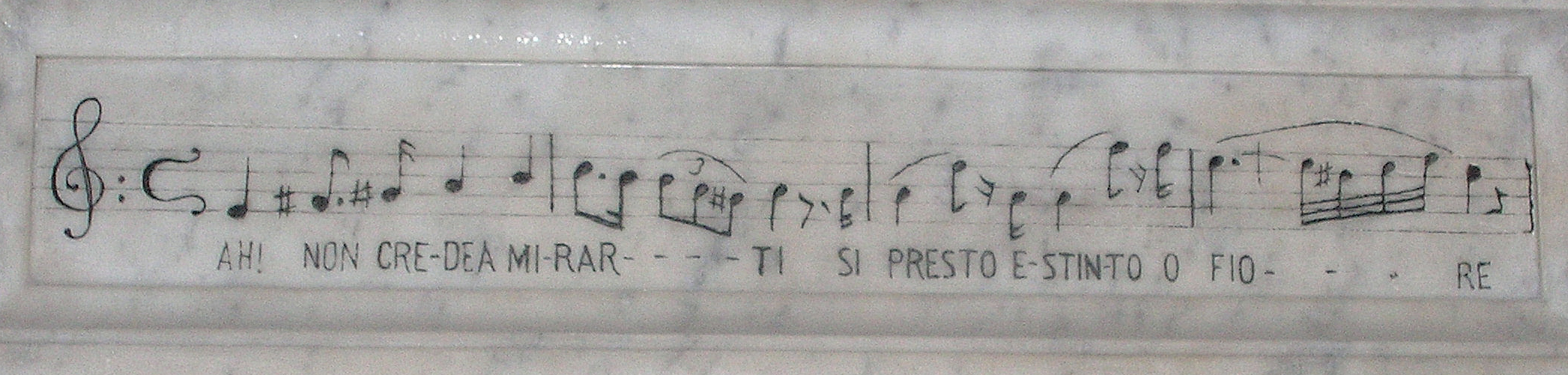
Iscrizione sulla lapide della Tomba di Bellini con l'incipit dell'aria de La sonnambula:
"Ah! non credea mirarti / Sì presto estinto, o fiore".

- Adelson e Salvini (febbraio 1825, Teatrino del Conservatorio di San Sebastiano, Napoli - in 3 atti)
  - seconda versione: modificata a più riprese ma allestita solo il 23 settembre 1992 al Teatro Bellini di Catania (in 2 atti)
- Bianca e Gernando (30 maggio 1826, Teatro San Carlo, Napoli)
  - seconda versione: Bianca e Fernando (7 aprile 1828, Teatro Carlo Felice, Genova)
- Il pirata (27 ottobre 1827, Teatro alla Scala, Milano)
- La straniera (14 febbraio 1829, Teatro alla Scala, Milano)
- Zaira (16 maggio 1829, Teatro Ducale di Parma, Parma)
- I Capuleti e i Montecchi (11 marzo 1830, Teatro La Fenice, Venezia)
- La sonnambula (6 marzo 1831, Teatro Carcano, Milano)
- Norma (26 dicembre 1831, Teatro alla Scala, Milano)
- Beatrice di Tenda (16 marzo 1833, Teatro La Fenice, Venezia)
- I puritani (24 gennaio 1835, Théâtre Italien, Parigi)

### Composizioni vocali da camera
- Dolente immagine, versi di Giulio Genoino (?)
- Quando verrà quel dì (1828?)
- Venticiel che l'ali d'oro
- Sei ariette da camera dedicate a Marianna Pollini (1829)
  - Malinconia, ninfa gentile, versi di Ippolito Pindemonte
  - Vanne, o rosa fortunata
  - Bella Nice, che d'amore
  - Almen se non poss'io, versi di Pietro Metastasio
  - Per pietà, bell'idol mio, versi di Pietro Metastasio
  - Ma rendi pur contento, versi di Pietro Metastasio
- Guarda che bianca luna (1832), versi di Jacopo Vittorelli
- Vaga luna, che inargenti (1833)
- L'abbandono (1833-34)
- La ricordanza (1834), versi di Carlo Pepoli
- Odia la pastorella (1834), versi di Pietro Metastasio
- O crudel che il mio pianto non vedi (1835?)
- Rêve d'enfance, versi di Émilien Pacini
- Les joyeux matelots
- Viens, prier enfant, di attribuzione incerta, versi di Bay-Harale
- Dalla guancia scolorita, canone per soprano e tenore (1835)
- Toujours verser des larmes! (1835), versi di Napoléon Crevel de Charlemagne
- Chi per quest'ombre dell'umana vita (1835), canone libero a quattro voci, versi di Giovanni Guidiccioni
- Le souvenir présent céleste (1835)

#### Perdute
- Mancar mi sento il cor
- Numi, se giusti siete, versi di Pietro Metastasio
- Amore, versi di Carlo Pepoli
- Malinconia, versi di Carlo Pepoli
- La speranza, versi di Carlo Pepoli
- Alla luna, versi di Carlo Pepoli

### Arie e cantate

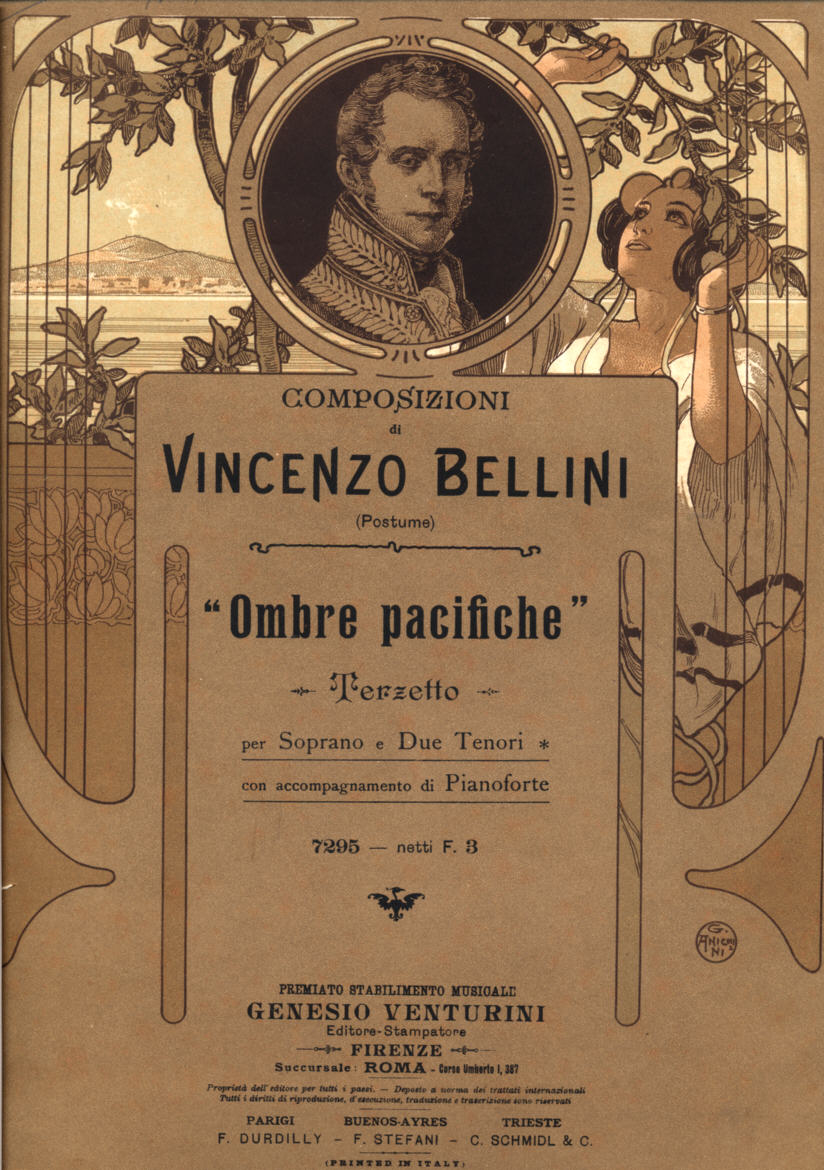
Frontespizio dell'edizione Venturini (1901) della cantata Imene (intitolata dall'incipit "Ombre pacifiche").

- Fenesta ca lucive (vedi) musica su parole di Giulio Genoino pubblicata nel 1842 dalle edizioni Girard
- T'intendo, sì, mio cor, versi di Pietro Metastasio, per 4 soprani, senza accompagnamento
- No, traditor non curo, aria per soprano e pianoforte (probabilmente in origine per soprano e orchestra)
- Sì, per te gran nume eterno, cavatina per soprano e orchestra
- Gioite, amiche contrade, aria di Cerere, per soprano e orchestra
- E nello stringerti a questo core, aria per voce e orchestra
- Torna, vezzosa Fille, cantata
- Imene, cantata epitalamica per soprano, due tenori e orchestra (1824?)
- Quando incise su quel marmo, scena ed aria per contralto e orchestra, versi di Giulio Genoino (?) (1824?)
- Giacché tu dei lasciarmi, scena ed aria per voce e pianoforte[11]

### Musica sinfonica
- Capriccio, ossia Sinfonia per studio in Do minore
- Sinfonia in Si bemolle maggiore
- Sinfonia in Do minore
- Sinfonia in Re minore
- Sinfonia in Re maggiore
- Sinfonia in Mi bemolle maggiore
- Concerto per oboe e orchestra

### Musica per pianoforte
- Allegretto in Sol minore
- Capriccio in Sol maggiore per pianoforte a 4 mani
- Polacca per pianoforte a 4 mani
- Sonata in Fa maggiore per pianoforte a 4 mani
- Pensiero musicale (edito da Francesco Paolo Frontini)
- Tema in Fa minore (1834 circa)
- Capriccio ad uso della Signorina Luisella D'Andreana

### Musica per organo

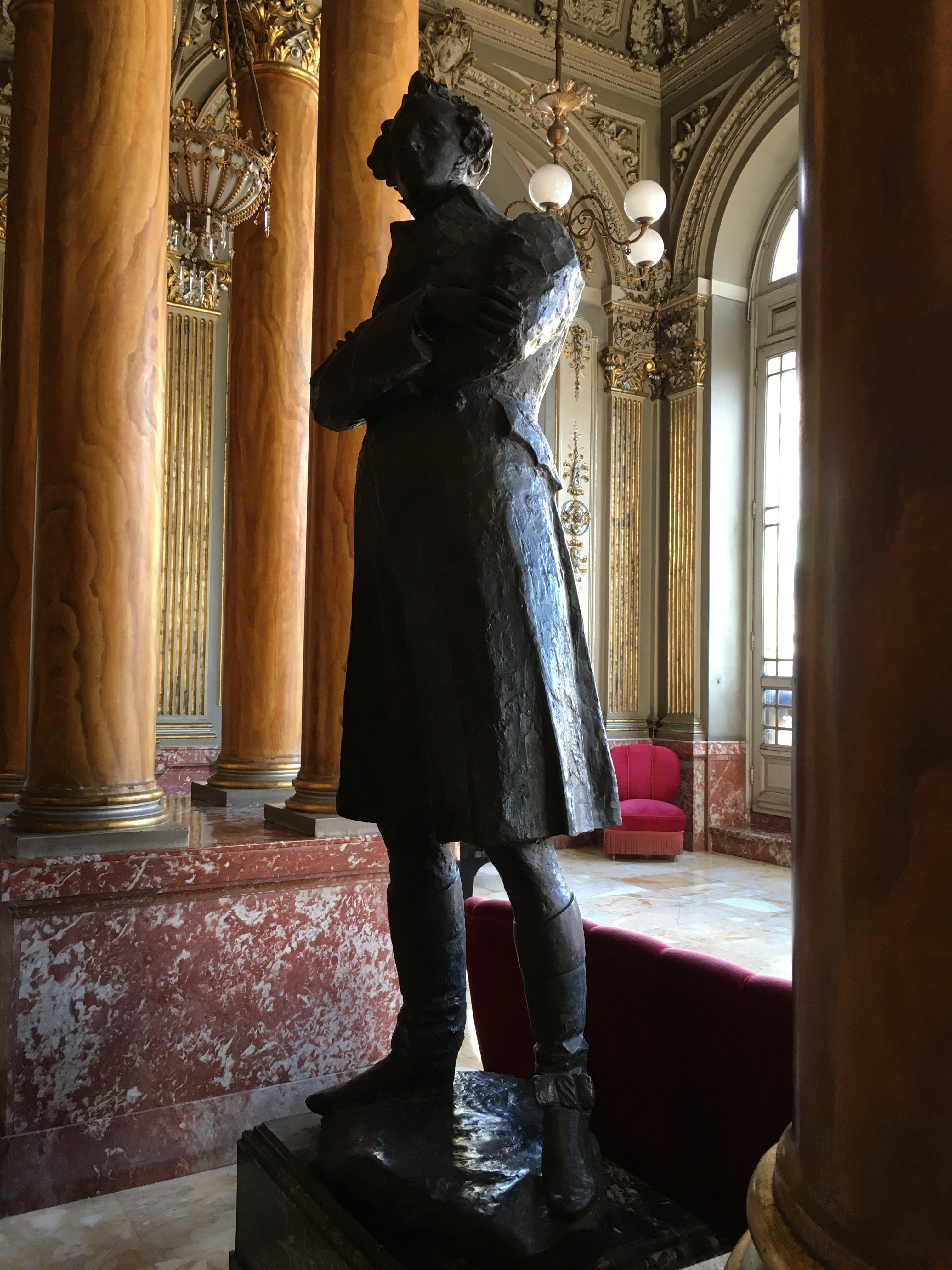
La statua di Bellini all'interno del Teatro Massimo a Catania

- Sonata in Sol maggiore

### Musica sacra

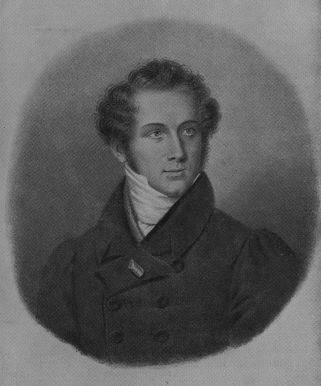
Bellini ritratto da Natale Schiavoni

Tutte le composizioni sacre di Bellini risalgono al periodo degli studi, ovvero sono state scritte prima del 1825.
- Compieta (perduta)
- Cor mundum crea in Fa maggiore, per voci soliste e organo
- Credo in Do maggiore, per 4 voci e orchestra
- Cum sanctis
- De torrente
- Dixit Dominus per solisti, 4 voci e orchestra
- Domine Deus
- Gallus cantavit
- Gratias agimus in Do maggiore, per soprano e orchestra
- Juravit
- Kyrie
- Laudamus te
- Litanie pastorali in onore della Beata Vergine per 2 soprani e organo
- Magnificat per 4 voci e orchestra
- Messa in Re maggiore per 2 soprani, tenore, basso e orchestra (1818)
- Messa in Sol maggiore per 2 soprani, tenore, basso e orchestra
- Messa in La minore per soprano, contralto, tenore, basso, 4 voci e orchestra
- Pange lingua per 2 voci e organo
- Qui sedes
- Qui tollis
- Quoniam per tenore, 4 voci e orchestra
- Quoniam per soprano e orchestra
- Salve regina in La maggiore, per 4 voci e orchestra
- Salve regina in Fa minore, per basso e organo
- Tantum ergo in Re maggiore per contralto e orchestra (1823)
- Tantum ergo in Mi maggiore, per voci soliste, coro e orchestra (1823)
- Tantum ergo in Fa maggiore, per 2 voci e orchestra (1823)
- Tantum ergo in Sol maggiore, per soprano e orchestra (1823)
- Tantum ergo con Genitori in Sib maggiore, per soprano e orchestra
- Tantum ergo con Genitori in Mib maggiore, per soprano e orchestra
- Tantum ergo con Genitori in Fa maggiore, per 2 soprani, 4 voci e orchestra
- Tantum ergo in Fa maggiore, per soprano e orchestra
- Tantum ergo con Genitori in Sol maggiore, per coro e orchestra
- Te Deum in Do maggiore, per 4 voci e orchestra
- Te Deum in Mib maggiore, per 4 voci e orchestra
- Versetti da cantarsi il Venerdì Santo per 2 tenori e orchestra
- Virgam virtutis

## Riconoscimenti
- A Vincenzo Bellini venne dedicata la banconota da 5.000 lire della Banca d'Italia emessa nel 1985 e che ha circolato fino al cambio della lira con l'euro[13]. L'incisione della banconota è dell'artista Trento Cionini e furono stampati complessivamente 1.348.800.000 esemplari.
- Gli venne intitolato il nome del Conservatorio Vincenzo Bellini fondato a Catania nel 1951.
- Nel 2008 gli venne intestato l'aeroporto di Catania-Fontanarossa.